# Louis William Butterworth
Louis William Butterworth (Casper, Wyoming, 1948. július 17. –) amerikai gépészmérnök, űrhajós.

## Életpálya
1970-ben szerzett gépészmérnöki diplomát. 1971-ben megvédte mérnöki diplomáját. 1972-től a NASA Jet Propulsion Laboratory mérnöke.
A Hughes Communication Inc. vállalt megbízásából 1984. július 5-től a NASA Lyndon B. Johnson Űrközpontjában Louis William Butterworth; Steven Lee Cunningham; Gregory Bruce Jarvis és John Harrison Konrad egy csoportban részesült űrhajóskiképzésben. Űrhajós pályafutását 1986-ban fejezte be. A DirecTV Inc. alelnöke .

## Tartalék személyzet
STS–51–L, a Challenger űrrepülőgép 10. repülésének rakományfelelőse.